# Residencia patrilocal

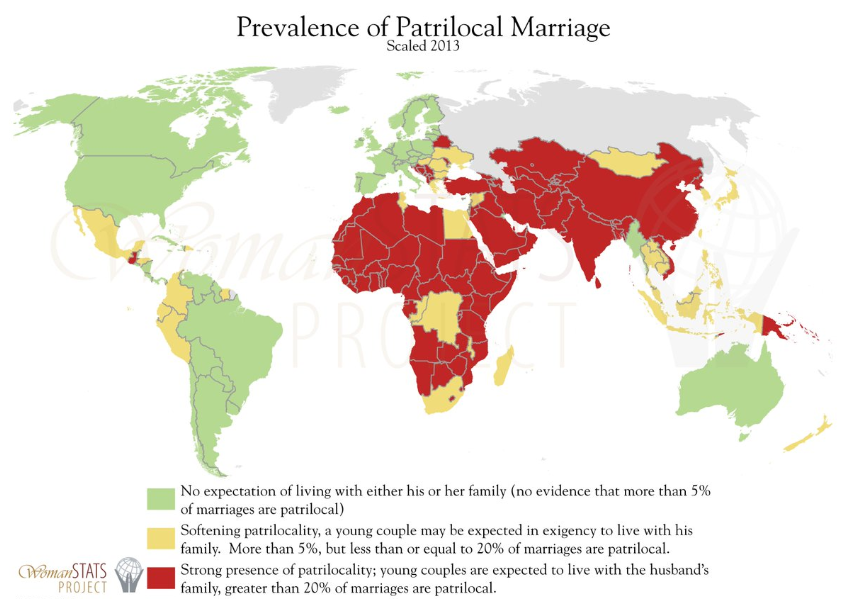
Mapa mundial que muestra la prevalencia del matrimonio patrilocal por país

En antropología social, residencia patrilocal o patrilocalidad, también conocida como residencia virilocal o virilocalidad, son términos referidos al sistema social en el que un matrimonio reside con cercanía a los padres del marido. El concepto de ubicación puede extenderse a un área más grande como una aldea, ciudad o territorio de clan. La práctica se ha encontrado en alrededor del 70 por ciento de las culturas humanas modernas a nivel mundial que han sido descritas etnográficamente. También se han encontrado pruebas arqueológicas de patrilocalidad entre restos de neandertales en España y de homínidos antiguos en África.[cita requerida]

## Descripción
En una sociedad patrilocal, cuando un hombre se casa, su esposa se reúne con él en la casa o recinto de su padre, donde crían a sus hijos. Estos niños seguirán el mismo patrón en sus propios matrimonios. Los hijos se quedarán y las hijas se mudarán con las familias de sus maridos. Las familias que viven en una residencia patrilocal generalmente asumen la propiedad conjunta de fuentes y recursos domésticos. El hogar está dirigido por un miembro mayor de la familia, quien también coordina las contribuciones de todos los demás miembros.
La residencia matrilocal puede considerarse lo opuesto a la residencia patrilocal.
Las primeras teorías que explicaban los determinantes de la residencia postmatrimonial (por ejemplo, estudios por Lewis Henry Morgan, Edward Tylor o George Peter Murdock) la relacionaban con la división sexual del trabajo. Sin embargo, hasta la fecha, las pruebas transculturales de esta hipótesis utilizando muestras poblacionales alrededor de todo el mundo no han logrado encontrar ninguna relación significativa entre estas dos variables. Las pruebas de Korotayev muestran que la contribución femenina a la subsistencia se correlaciona significativamente con la residencia matrilocal (a diferencia de la patrilocal) en general. Sin embargo, esta correlación está enmascarada por un factor de poliginia general. Aunque un aumento en la contribución femenina a la subsistencia tiende a conducir a la residencia matrilocal, también tiende simultáneamente a conducir a una poliginia general no sororal que efectivamente destruye la matrilocalidad y empuja el sistema social hacia la patrilocalidad. Si se controla este factor de poligamia (por ejemplo, mediante un modelo de regresión múltiple), la división del trabajo resulta ser un predictor significativo para la formación de una residencia postmatrimonial combinada. Así, las hipótesis de Murdock sobre las relaciones entre la división sexual del trabajo y la residencia postmatrimonial eran básicamente correctas, aunque, como ha demostrado Korotayev, las relaciones reales entre esos dos grupos de variables son más complicadas de lo que esperaba.  

## Huellas lingüísticas
En algunas lenguas eslavas, los verbos para casarse muestran evidencia de patrilocalidad. En polaco, el verbo "casarse", cuando lo hace una mujer, es wyjść za mąż mientras que en ruso es выйти замуж (vyjti zamuzh). Ambos significan literalmente "salir detrás del marido". En comparación, un hombre en polaco puede decir simplemente żenić się y en ruso sabe жениться , ambos significan "ser esposa de uno mismo". (Una expresión sinónima es wziąć kobietę za żonę/взять в жёны, "tomar una mujer por esposa").
Los verbos para matrimonio en el idioma húngaro muestran evidencia de patrilocalidad. El verbo para "casarse", cuando lo hace una mujer, es férjhez menni , que literalmente significa "dejar [el hogar familiar] por el marido". Sin embargo, los verbos házasodni y megházasodni , que significa "alojarse", y összeházasodni "to house together", puede ser utilizado tanto por hombres como por mujeres. De manera similar, el término español para "casarse", casarse, es neutral en cuanto al género y literalmente significa "alojarse a uno mismo" (del español casa, "casa"). "Una pareja casada" es una pareja casada, que se traduce como "una pareja alojada".
De hecho, en muchos idiomas europeos, incluido el inglés, el verbo "casarse" puede provenir en última instancia de un participio pasado del protoindoeuropeo *mari, para mujer joven, como en, provisto de un *mari. 

## Neandertales y primeros homínidos
Se afirma que la práctica también prevalecía en algunas poblaciones de neandertales. En 2010 se encontró en España una tumba de 49.000 años de antigüedad que contenía tres hombres emparentados entre sí y tres mujeres no emparentadas entre sí, lo que sugiere patrilinaje.
Un estudio de 2011 que utilizó proporciones de isótopos de estroncio en los dientes también sugirió que hace aproximadamente 2 millones de años, entre los grupos Australopithecus y Paranthropus robustus en el sur de África, las mujeres tendían a asentarse más lejos de su región de nacimiento que los hombres.  
Estudios de 13 neandertales de dos sitios del Paleolítico Medio en las montañas de Altái, en el sur de Siberia, encontró 11 muestras de la cueva Chagyrskaya y 2 de la cueva Okladnikov estudiando el ADN mitocondrial, que las madres transmiten a sus hijos, y compararlo con cromosomas Y, que transmite información de padres a hijos. Encontraron más diversidad genética en el ADN mitocondrial, lo que sugiere que las mujeres pueden haber pasado de una comunidad a otra más que los hombres, tal vez cuando eligieron pareja.